# 사람은 무엇으로 사는가
《사람은 무엇으로 사는가》(러시아어: Чем люди живы 쳄 류디 지비[*])는 1885년 저술된 톨스토이의 단편소설로 기독교 신앙이 돋보이는 종교문학이다. 이 작품은 톨스토이가 1885년 출판한 단편소설집 《사람은 무엇으로 사는가와 다른 얘기들》 중 한 편의 이야기이다. 이 단편소설집에는 《세 가지 질문》, 《수라트의 커피하우스》, 《사람에게는 얼마만큼의 땅이 필요한가》가 같이 들어있다.
구두장인인 시몬이 하나님에게 벌을 받고 세상에 온 천사 미하일을 돌보는 사건부터 이야기가 시작되는데, 그리스도의 가르침을 실천하고자 한 톨스토이의 러시아 정교회 신앙이 담긴 작품이다. 또한 미하일이 교회 앞에서 얼어죽을 뻔했다는 설정을 통해, 민중들과 멀어진 당시 기독교에 대한 비판의식도 담겨 있다.
알렉산드르 솔제니친도 1967년 출판된 《암병동》(Cancer Ward)에서 그 이야기를 언급하고 있다.

## 등장인물
- 시몬 : 가난한 구두 장인. 주인공이다.
- 마트료나 : 시몬의 아내
- 미하일 : 신에게 벌을 받고 쫓겨난 천사. 이 이야기의 핵심 주인공.
- 부자 : 값비싼 장화를 주문하지만 자신의 앞날을 모르고 사고를 당한다.
- 쌍둥이 자매 : 이 이야기의 핵심 주제를 알려줌과 동시에 이야기의 시작점이 되는 여자아이들. 한 여자아이는 다리를 절고 있다. 6년 전 부모를 잃고 이웃 주민들의 도움으로 성장한다.
- 자매의 양어머니 : 쌍둥이 자매의 양어머니로 자매의 친모의 마을 주민. 고아가 된 쌍둥이 자매를 자신의 아이들로 입양한 뒤 친자식처럼 사랑으로 키워준다.

## 줄거리

### 시몬과 미하일의 만남
친절하고, 가난한 구두장이인 시몬은 어느 농부집에 세들어 살고 있었다. 어느날 시몬은 자신과 아내가 같이 입을 겨울 코트를 만들려고 양가죽을 사러 나갔다. 보통 시몬이 번 돈은 아내와 자식들을 근근히 먹여살리는데 쓰이고 있었다. 가죽을 사려면 그동안 구두를 수선해준 농부에게 외상값을 수금해야 했다. 그는 수금을 하러 가는 길에 아내의 저금통에서 조금의 돈을 빌렸다. 가까스로 수금을 했지만, 5루블은 받지 못하고 겨우 20코페이카만 받을 수 있었다. 홧김에 시몬은 20코페이카으로 보드카를 마시고 얼큰하게 취한 채 집에 가던 길이었다.
집으로 가는 길에 그는 자신이 20코페이카를 받아서 술을 마신 것에 대해, 그리고 겨울 추위는 양가죽 코트 없어도 참을만한 하다고 호언장담을 했다. 길 모퉁이 교회 앞을 지나다가, 시몬은 교회 앞 담에 기대어 있는 뭔가 희미한 물체를 멈춰서서 보게 된다. 자세히 보니 건강 상태가 나빠 보이는 벌거벗은 사람이었던 것이다. 처음에는 일부러 그렇게 좋지 못한 의도로 있었다고 그 사람을 의심하고 두려워 했다. 그래서 그냥 지나치려다가 고개를 들고 시몬을 바라다 보는 그 사람과 마주치게 된다. 시몬은 마음 속으로 갈등을 하다가, 외면한 것을 부끄러워하며 그를 도와주기 위해 발길을 돌린다.
너그러운 시몬은 얼어죽을 것이 분명한 남자를 지나치지 못하고, 자신의 외투를 입혀서 집으로 데려온다. 같이 나란히 걸었지만, 그 이방인은 좀처럼 왜 그렇게 내팽겨져 있었냐는 시몬의 질문에 대답하지 않았다. 그들이 집으로 돌아오는 동안 시몬의 아내 마트료나는 다음 날 아침 식사까지 충분한 빵을 구을까 말까 고민하고 있었다. 그녀는 남겨진 빵으로도 다음 날 아침까지 충분할거라고 생각했다. 시몬이 집 가까이 오자, 그녀는 시몬의 옷을 입고 있는 낯선 사람을 보고서 화가 치밀어 올랐다.
아내 마트료나는 즉각 시몬과 낯선 이방인이 술에 취했으며, 새 코트를 만드는데 필요한 양가죽도 가져오지 않았다고 온갖 욕설을 퍼붓는다. 일단 화가 가라앉자 그녀는 낯선이에게 자리에 앉아서 식사를 하라고 권한다. 그 사람이 접시에 놓인 빵을 허겁지겁 먹는 것을 보고, 그녀는 그를 동정하게 되었고, 그것이 표정으로 드러났다. 낯선이가 그녀의 표정을 보고서는 바로 짧은 미소를 지었다.
다음 날 아침 시몬은 이방인에게 말을 걸어 이름을 물었다. 이방인은 그의 이름이 그저 ‘미하일’이라고 답했다. 시몬은 구두를 만드는데 조수로 일해주면 그의 집에 머물 수 있다고 미하일에게 설득했다. 미하일은 이 조건에 동의를 하고서, 오랫동안 매우 믿음직한 조수로 남게 되었다.

### 귀족과의 만남
미하일은 구두수선 일을 배웠는데, 놀랍게도 초보자 미하일이 숙련노동자인 시몬보다 일을 더 잘했다. 머리가 영리해서 시범만 보여줘도 곧잘 따라하는 것이었다. 미하일의 소문이 자자하자 시몬은 많은 돈을 벌게 되었다.
어느 날 귀족 신사가 가게를 방문했다. 그는 오만한 말투로 1년을 신어도 모양이 뭉개지지 않고, 실밥이 터지지 않는 튼튼한 구두를 만들어 달라는 깐깐한 주문을 한다. 만약 조건에 부합되지 못하면, 시몬을 잡아가겠다고 하였다. 시몬은 비싼 가죽을 보면서 혹시 일이 잘못되면 어쩌나 망설였지만, 미하일은 주문을 받았다. 시몬은 귀족이 주고 간 가죽을 미하일에게 사용하라고 주었다. 미하일은 귀족을 어깨너머로 보며 잠깐 미소를 짓는다.
미하일은 가죽을 재단하여 두꺼운 가죽 구두 대신, 부드러운 가죽 슬리퍼를 만들었다. 시몬이 이것을 보았을 때는 말리기에 너무 늦어버렸고, 왜 그런 멍청한 짓을 했는 지 마하일에게 큰 소리로 따졌다. 미하일이 대답하기도 전에, 신사의 하인이 문 밖에 도착해서 주인 어른이 집에 가던 중 마차에서 죽었다며, 고인의 수의로 신겨줄 슬리퍼로 바꿔 만들어 달라고 주문했다. 시몬이 깜짝 놀라 미하일을 바라보았고, 미하일은 미리 만들어 둔 슬리퍼를 하인에게 주었다.

### 두 아이와의 만남
시간이 계속 흘러갔고, 시몬은 믿음직한 조수에게 매우 감사하고 있었다. 어느 날 한 부인이 두 아이를 데리고 가게를 찾아왔다. 아이들 중 한 명은 절은 발이 장애인이었다. 부인은 아이에게 각각 가죽신을 한벌씩 주문할 수 있느냐고 물었다. 쌍둥이였다. 한 소녀는 한 발에 장애를 가지고 있으므로 세 개의 신발을 만들어야 한다고 말했다. 주문한 신발을 만들고 있는 동안 미하일은 그 소녀들을 주의깊게 보았고, 시몬은 그런 미하일의 반응을 의아해 했다. 시몬은 치수를 재며 부인에게 친자녀가 있는지를 물었고, 왜 소녀의 발이 불구가 되었는지를 물었다. 부인은 애들과 아무 관계도 아니며, 죽어 있던 아이의 엄마가 소녀의 발을 우연히 짓눌러 불구가 되었다고 대답해 주었다. 부인은 이웃에 살고 있었는데 태어난 지 8주 된 아들이 있었고, 임시로 그 두 아이들을 맡아 길렀다. 이웃집에 살던 이 아이들의 부모는 죽었고, 가난한 어미는 남편이 죽고 쌍둥이를 낳았는데, 죽을 때 한 아이의 다리위로 쓰러지는 바람에 짓눌려 한 다리를 못쓰게 되었다.  이 부인은 아이들을 다른 집에 입양을 하거나 고아로 둘 수 없어서 자신이 데리고 있었다고 말해주었다. 그런데 자기의 아이가 일찍 죽고 말았으며, 방앗간 사업이 잘 되어 부인은 이 아이들을 자기 아이처럼 사랑하며 소중히 지금까지 키워왔다고 한다.  이 말을 들은 마트료나는 "부모없이는 살아도 하느님 없이는 살 수 없다"고 감탄한다. 미하일이 이 말을 듣자 이곳에 온 후 세 번째로 미소를 지었다.

### 천사 미하일
그 부인과 두 아이들이 가고 나서, 미하일은 시몬에게 다가가 신이 마침내 그를 용서했다며, 작별을 고한다. 그 순간 방 안이 밝아지며 미하일(미카엘의 러시아식 발음)이 천사가 된다. 그 모습을 본 시몬은 두려우면서도 "자네가 우리 집에 왔을 때 세 번 웃었는데 왜 웃었는지, 하느님이 왜 자네에게 벌을 주셨는지 말해주게"라고 말한다. 미하일은 6년 전 하느님이 한 영혼을 데려 오라고 명령하셔서 세상에 내려왔다고 했다. 아이들이 죽게 될거라며 아이 엄마가 애원하여 마음이 약해진 미하일은 하나님께 말씀하신 내용을 지킬 수 없었다고 했다. 그러자 하느님은 미하일에게
- 사람의 마음 속에는 무엇이 있는가?
- 사람에겐 자기 미래를 내다보는 지혜가 있는가?
- 사람은 무엇으로 사는가?

이 세가지의 질문의 뜻을 알게 될 것"이라며 답을 찾을 때까지 사람들에게 가 있으라 명령하였다. 그래서 인간계로 내려온 미하일은 알몸으로 차가운 길바닥에서 웅크리고 있던 자신을 시몬과 마트료나가 대접하는 것을 보고, ‘사람의 마음 속에는 하느님의 사랑이 있음’을 깨달았다. 귀족 신사가 1년을 신어도 끄떡없는 구두를 주문했지만 그가 곧 죽을 것을 미하일 자신은 알았기에 구두 대신 슬리퍼를 만들었지만 시몬은 이유를 모르는 것을 보고, 미하일은 ‘인간에게는 자기미래를 보는 지혜가 없구나’를 깨달았다. 엄마를 잃은 아이들을 사랑으로 키우는 부인을 보고 ‘사람은 사랑으로 산다’는 사실을 깨달았다고 말한다. 그 말을 마치고 미하일은 하늘로 돌아간다. 이렇게 이야기는 끝이 난다.